# Jírovec v Miřeticích
Jírovec v Miřeticích je památný strom jírovec maďal (Aesculus hippocastanum) v Miřeticích u Klášterce nad Ohří, části města Klášterec nad Ohří v okrese Chomutov v Ústeckém kraji.
Solitérní strom roste nad levým břehem Ohře u křižovatky ulic Přívozní a Žižkovy v jižní části města.
Koruna mohutného stromu sahá do výšky 16 m, obvod kmene měří 408 cm (měření 2009). V roce 2009 bylo odhadováno stáří stromu na 150 let. Kaštan je chráněn od roku 1983 jako dendrologicky cenný taxon a strom s významným vzrůstem.

## Stromy v okolí
- Duby ve Školní ulici
- Dub u koupaliště
- Ježíšův dub
- Mikulovická lípa
- Zásadská lípa